# 大手站 (靜岡縣)
大手站（日语：／ Ōte eki */?）是位於静岡縣志太郡西益津村（現時：藤枝市），靜岡鐵道駿遠線的鐵路車站（廢站）。

## 歷史
- 1913年（大正2年）11月16日：此站至藤枝新（後來名為新藤枝）之間開通，此站啟用[2]。
- 1925年（大正14年）1月16日：駿河岡部至此站之間開通，此站成為中途站[2]。
- 1936年（昭和11年）6月25日：駿河岡部至此站之間被廢除，此站再次成為終點站[2]。
- 1964年（昭和39年）9月27日：此站至新藤枝之間被廢除，此站也被廢除[2]。

## 現狀
車站遺址變為戶田書店藤枝東店和靜岡銀行藤枝分店。（在此之前為靜鐵Justline（靜鐵巴士）藤枝營業所。）

## 相鄰車站
靜岡鐵道
駿遠線
大手－慶全寺前
藤相鐵道（當時）
農學校前（※1936年前）－大手－慶全寺前

## 注腳
1. ↑  鉄道停車場一覧. 昭和12年10月1日現在 國立國會圖書館數碼化收藏 2019年2月8日參閱。
2. 1 2 3 4  今尾惠介監修《日本鐵道旅行地圖帳 7號 東海》新潮社 31頁

## 相關項目
- 日本鐵路車站列表 O
- 藤枝燒津間軌道會社（日语：藤枝焼津間軌道会社）：在1900年前，連接大手與燒津站之間的臺車。